# Ringpootzwartkop
De ringpootzwartkop (Talavera aequipes) is een spinnensoort in de taxonomische indeling van de springspinnen (Salticidae).
Het dier komt uit het geslacht Talavera. Talavera aequipes werd in 1871 beschreven door Octavius Pickard-Cambridge.